# Strang
Strang – wieś w Stanach Zjednoczonych, w stanie Nebraska, w hrabstwie Fillmore.